# Helicteres heptandra
Helicteres heptandra là một loài thực vật có hoa trong họ Cẩm quỳ. Loài này được L.B.Sm. mô tả khoa học đầu tiên năm 1937.